# Amaya (ciudad)

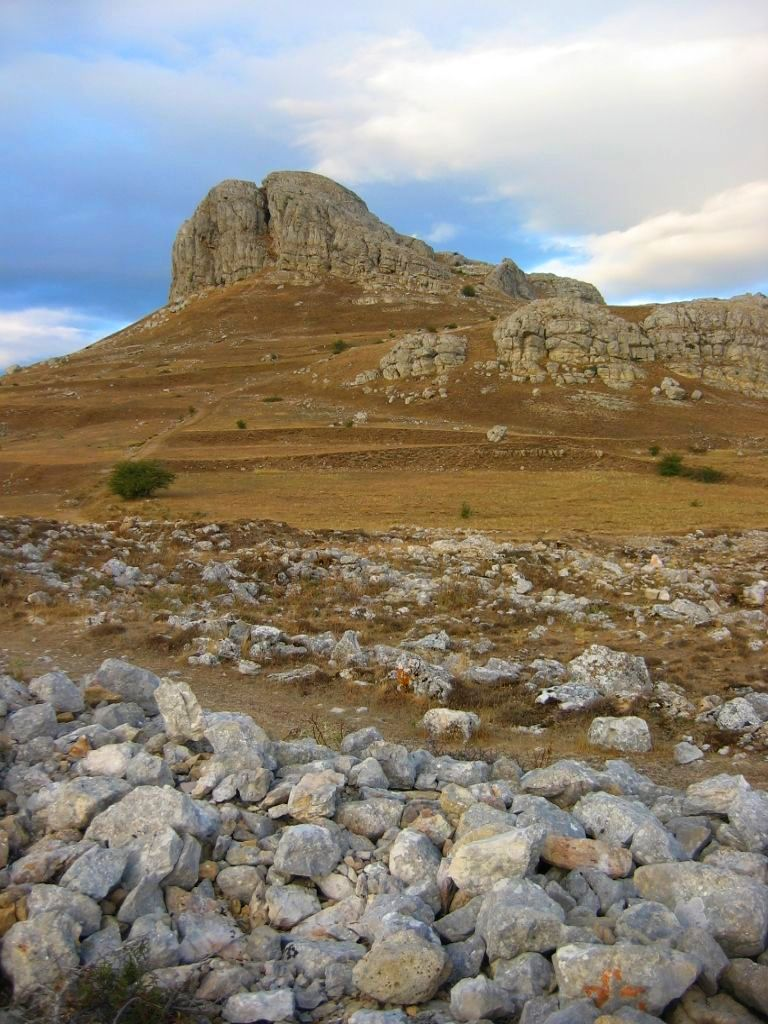
Vista de Peña Amaya. En primer término se ve parcialmente los restos del asentamiento, mientras que el castillo se ubicaba a su vez en lo alto del risco que se ve al fondo.

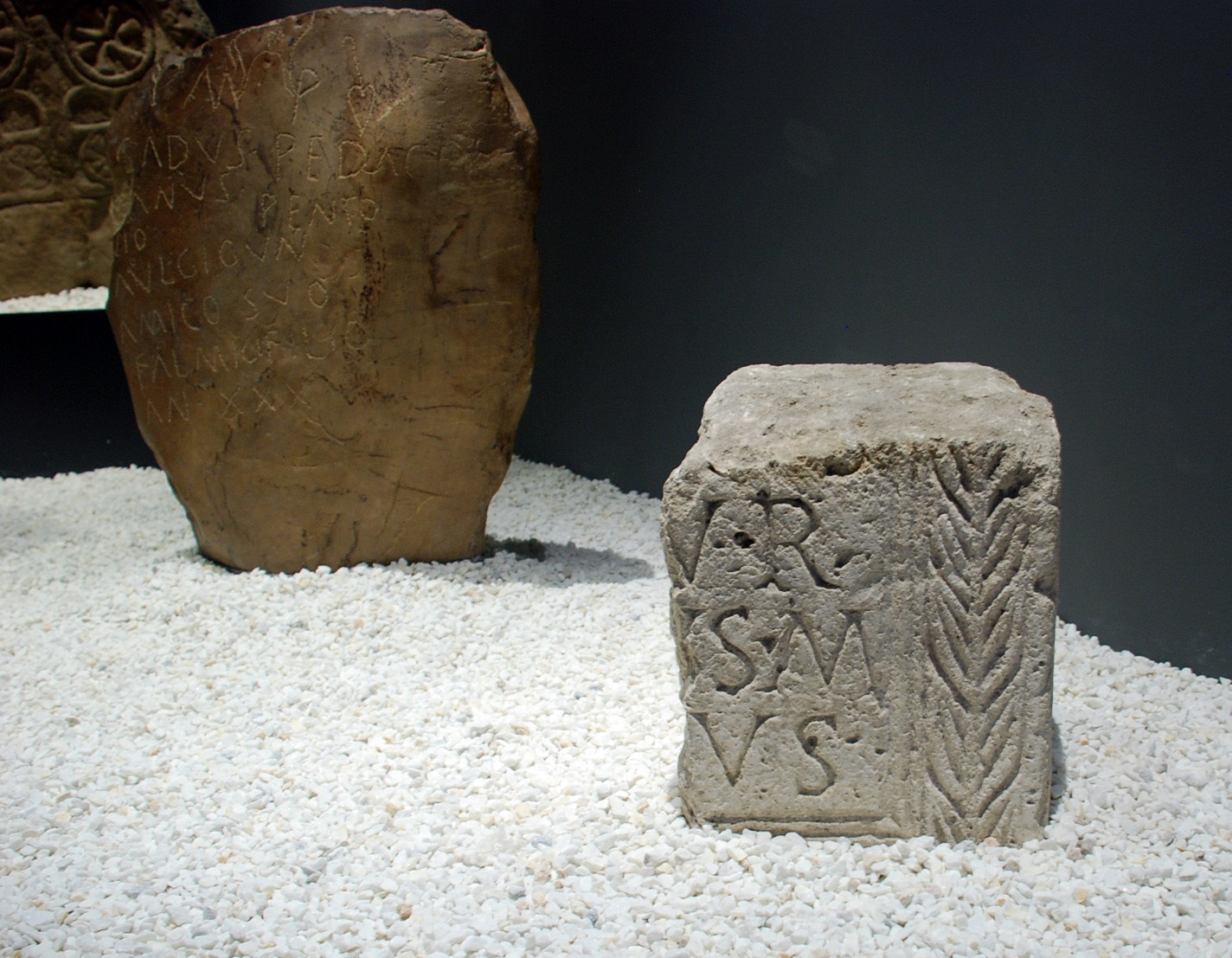
Estela proveniente de Peña Amaya.

Amaya (o Amaia ) es el nombre de la antigua ciudad asentada en lo alto de Peña Amaya, un macizo de 1377 m s. n. m., situado junto a la localidad del mismo nombre, perteneciente al municipio de Sotresgudo, al noroeste de la actual provincia de Burgos (España) en una estratégica situación como vigía y puerta de acceso desde la Meseta Central a la cordillera Cantábrica.

## Etimología
La raíz del topónimo «Amaya» es indoeuropeo y quiere decir «am(ma)» o «madre». El sufijo io-ia también lo es y se utilizaba para formar nombres de acción o topónimos, lo cual implica que el significado de Amaya o Amaia es «ciudad madre» o, como se denominaría más adelante, «la capital».

## Historia

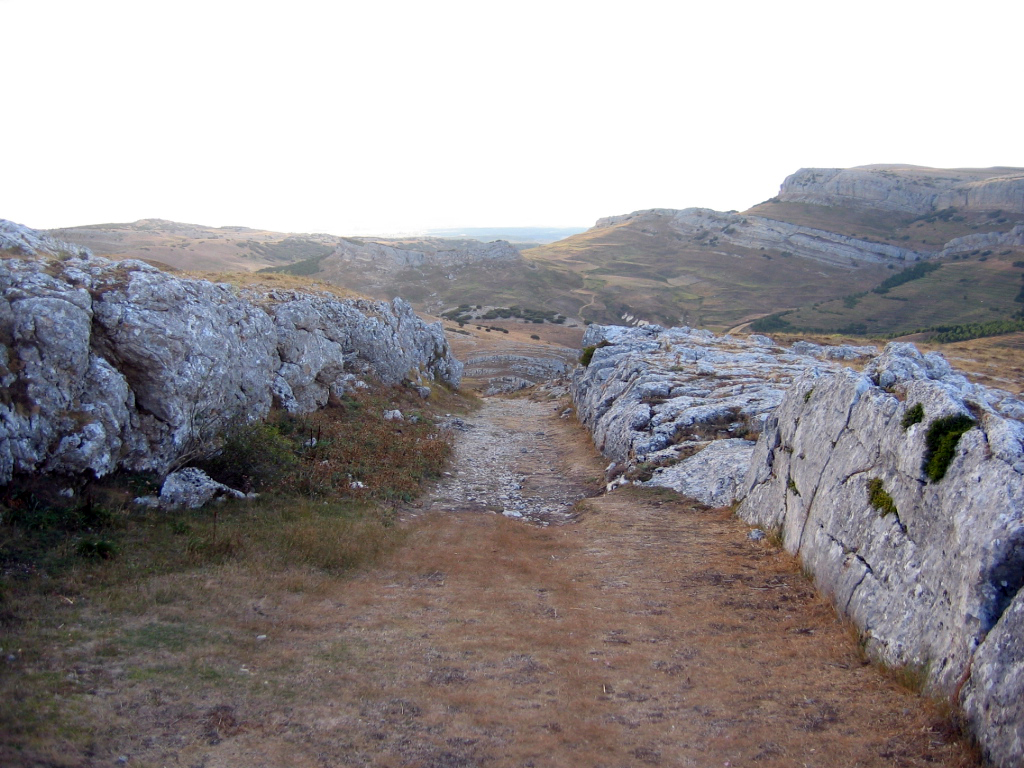
Trinchera de acceso al castro

Cantabria romana durante el periodo de las guerras cántabras. El mapa señala las fronteras aproximadas del territorio cántabro en relación con la Cantabria actual, así como las distintas tribus que lo habitaban, los pueblos vecinos, ciudades y accidentes geográficos interpretados a partir de fuentes clásicas.

Amaya aparece citada en el Itinerario de barro, hallado en Astorga (León), documento cuya autenticidad fue controvertida hasta que ha sido datado hacia mediados del siglo III por métodos absolutos (termoluminiscencia). El problema es que la Amaya citada en ese itinerario no parece ser la plaza burgalesa, sino otra localidad homónima cuya ubicación se desconoce pero situada más al oeste, salvo que haya crasos errores en el itinerario transcrito por el epigrafista. En todo caso la misma pervivencia del topónimo indoeuropeo en tiempos visigodos avala que ese era también el nombre con el que se denominaba la plaza durante la Edad del Hierro y en época romana.
La segunda mención nos llega a través del Cronicón de Juan de Biclaro en el que se explica que el rey visigodo Leovigildo atacó Cantabria en el año 574 para expulsar a los "provinciae pervasores", los cuales han sido identificados de muy diferentes maneras (suevos, vascones, francos), pero que de modo general hace referencia a usurpadores del poder desde la óptica del reino visigodo. La campaña de Leovigildo para someter la región concluyó en 581, quedando establecido el Ducado de Cantabria, dependiente del Reino visigodo de Toledo.Poco antes se sitúa en este escenario un episodio de la vida de San Emiliano o Millán, donde se cita la curación de una paralítica de Amaya, así como que el santo ve en una visión la destrucción de Cantabria, visión que comunica a un senado. La asamblea desprecia a San Emiliano por boca de uno de sus nobles, Abundancio, y el santo profetiza que él sufrirá la destrucción de Cantabria en sus propias carnes, y así sucederá en la campaña del 574. Lo significativo es que Amaya es la única ciudad de la Cantabria citada tanto en la crónica del biclarense como en esta vida de San Millán, por lo que cabe deducir para ella un papel de capitalidad de la provincia. Incluso se ha propuesto que el senado citado tenía su sede en ella, aunque esto no se dice expresamente en la Vita Beati Emiliani de San Braulio de Zaragoza; tampoco se tiene claro si era un poder local o tenía un ámbito de acción mayor. La toma de Amaya por Leovigildo se representa en el siglo XI en la arqueta de marfil conservada en el Monasterio de San Millán de la Cogolla, con la inscripción: Ubi Leovigildus rex Cantabros afficit (En donde el rey Leovigildo castigó a los cántabros).
En el XIII Concilio de Toledo, celebrado en 683, que aparece firmado por ocho duques provinciales, dos más que los existentes hasta 653, se supone que éstos son los de Cantabria y Asturias, el primero con sede en Amaya. Pero lo cierto es que la cita directa a este ducado de Cantabria es ya con ocasión de la conquista musulmana en 712. En la Crónica Albeldense se dice que el padre de Alfonso I de Asturias era el dux Pedro de Cantabria y se cita a Amaya. En la otra versión de la crónica alfonsina, la Rotense, se asocia a la plaza el apelativo de Patricia, que también se vincula al dux Pedro en la Crónica Silense, pruebas indirectas para Gonzalo Martínez Díez de la existencia del ducado de Cantabria con capital en Amaya, pues ese apelativo es privativo de las sedes ducales. En paralelo es muy posible que se creara en ella una sede episcopal, cuya única documentación es el Códice R.II.18 de El Escorial, que data de los siglo VII u siglo VIII, y donde a las sedes episcopales conocidas en el reino visigodo añade las de Amaya y Alesanco.

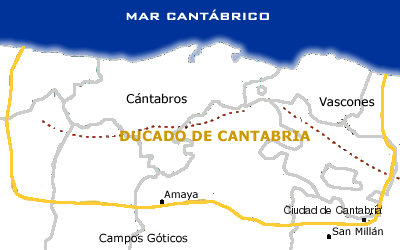
Mapa de los límites hipotéticos del Ducado de Cantabria con la localización de Amaya.

En el año 712 Amaya es conquistada por las tropas musulmanas, encabezadas por el bereber Tárik ibn Ziyad, con tres propósitos distintos: destruir el centro de poder visigodo en esta zona norte, apresar a los nobles refugiados en el bastión de Amaya tras su huida de Toledo y apoderarse de sus riquezas —propósito este último expresado así en las fuentes árabes— y asegurar el dominio de la vía Lugo-Astoriga-Zaragoza paralela a la Cordillera. Esta toma de Amaya se conserva en los cronistas árabes y en los cristianos. Por ellos sabemos que el duque Pedro abandonó la plaza y buscó refugio al otro lado de la Cordillera, donde empieza a organizar la resistencia en colaboración con Pelayo en la zona occidental, con quien emparenta merced al matrimonio de su hijo, el futuro Alfonso I, y la hija de Pelayo, Hermesinda.
Aprovechando el abandono bereber de la Meseta Norte, a mediados del siglo VIII Alfonso I y su hermano Fruela realizan correrías en las que toman la principales ciudades, entre ellas Amaya, pero no las pueblan, sino que se llevan consigo al norte a los pobladores cristianos que encuentran. Se inicia así un periodo hasta la repoblación oficial de Amaya en 860, en el que se supone que la plaza queda deshabitada. Pero sabemos que no es así, pues ya en 802 es capaz de enviar tropas al Valle del Ebro en coalición con otros emergentes centros de poder cristianos, como nos relata el Almuqtabis II-I. Amaya es, por tanto, uno de los primeros sitios repoblados de manera no oficial al sur de la cordillera por poderes autónomos de la monarquía astur. Y así parece mantenerse hasta 860, fecha en la que aparece en la plaza como repoblador oficial el conde Rodrigo, que es el más poderoso de los señores de la naciente Castilla, el primero que de hecho aparece citado en las fuentes como Conde de Castilla: comite regnante in Castella desde 855 en las fuentes cristianas o shabib de al-Quila en el año 865 en las musulmanas. Todo parece indicar que este poderoso noble toma la iniciativa de dar oficialidad a la repoblación de Amaya, es decir, de adscribirla a la monarquía astur, pero por iniciativa propia, pues así se deduce de los Anales Primeros Castellanos, y que solo con posterioridad las fuentes astures afirman que lo hace por mandato del rey Ordoño I.
Tomando como base la plaza de Amaya, tan vinculada a la legitimación del poder visigodo por su antigua capitalidad como ducado, Rodrigo inicia la expansión castellana a los llanos, siendo su hijo Diego Rodríguez, apodado el Porcelos, quien funda Burgos en el año 884. La muerte de este en 885 hace que Amaya y su condado pasen a Nuño Fernández, quien funda el condado de Muñó, donde desplaza poco antes de 935 el obispado de Amaya, que había sido restaurado en la antigua diócesis visigoda, aunque no sabemos desde qué fecha.

Este desplazamiento del poder a los llanos inicia el declive de Amaya como lugar central del poder en Castilla, si bien durante la Edad Media fue cabeza de un alfoz, cuyas primeras citas son de la segunda mitad del siglo X, que abarcaba numerosas villas y aldeas. Este alfoz sufre ese proceso de patrimonialización del poder en manos de grandes nobles, y así desde finales del siglo XI, en concreto desde 1073, conocemos el primer teniente de Amaya, cargo por donde vemos desfilar sucesivos personajes a lo largo del siglo XII, hasta que al final de esa centuria es copado por una de las familias más poderosas, la de los Lara. Si bien durante este proceso el castro histórico de la Peña de Amaya va cediendo protagonismo a las aldeas que se multiplican a sus pies, es en él, en su castillo, donde reside el poder y la aldea del castro se mantiene poblada hasta avanzado el siglo XIV.

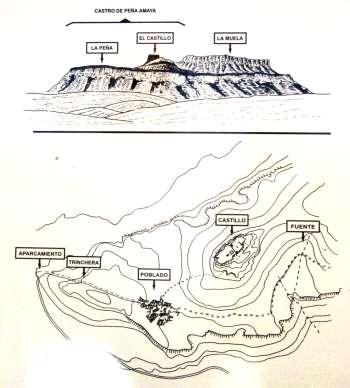
Plano arqueológico de Peña Amaya.

## Arqueología
La primera excavación arqueológica en Amaya se realizó en 1891 por parte de Romualdo Moro, bajo el encargo del marqués de Comillas. Su memoria Exploraciones en la peña de Amaya fue enviada al director de la Real Academia de la Historia, el padre Fidel Fita, pero no fue publicada hasta el año 1999 por Abascal Palazón dentro la monografía que dedica al fondo documental de Fidal Fita. Hasta entonces de esos trabajos solo conocíamos la colección epigráfica publicada por Fita y lo que transcribió Abásolo en los años 1970, además del estudio de algunos objetos de la colección de Comillas debido a varios autores. Una transcripción de la memoria corregida y completa con todas las ilustraciones ha sido publicada en la reciente monografía sobre el castro de Peña Amaya.
Entre el año 2000 y 2002 se realizaron nuevas campañas de excavación en el castro, dirigidas por Javier Quintana López, de la empresa Alacet Arqueólogos, S. L., subvencionadas por la Junta de Castilla y León. Los resultados de esas campañas, de la revisión de las fuentes históricas y de los fondos de los museos, han permitido una puesta la día del conocimiento de este histórico lugar. Respecto al poblamiento prehistórico estos trabajos han permitido establecer que además de una esporádica presencia de época campaniforme, el castro conoce su primera ocupación estable en el Bronce Final, primero como un lugar de habitación dentro de la cultura de Cogotas I y al final de este periodo como lugar simbólico donde realizar ocultaciones votivas de armas del Bronce Final III -espada de lengua de carpa, hacha de talón y anillas-. Con la duda de su continuidad durante la Primera Edad del Hierro, los fondos de los museos y algunos hallazgos permiten sostener que estuvo ocupado en la Segunda Edad del Hierro, en la época cántabra, aunque la cercanía de este lugar con el de La Ulaña, otro castro de grandes dimensiones, no permite defender para la Amaya cántabra un papel protagonista, lo que se refrenda porque no aparece citada entre las ciudades de los cántabros que nos trasmiten los historiadores clásicos en el momento en el que Roma entra en contacto con los pueblos del norte de la Península.
Dada la cercanía del campamento militar de Augusto de Sasamón, Amaya debió pasar a la órbita romana en los primeros compases de las Guerras Cántabras (29-16 a. C.), aunque no hay evidencias de un asalto ni de un asedio. Una vez conquistado el territorio, en Amaya se establece un destacamento militar, muy probablemente dependiente de la Legio IV Macedonica establecida en Herrera de Pisuerga, que lógicamente abandona la peña cuando la legión es enviada al limes renano en el año 39 d. C. A pesar del abandono de la función militar Amaya sigue ocupada a lo largo de los siglos I y II, época a la que pertenecen la estelas funerarias que recuperara Moro. Las evidencias del siglo III son algo más esquivas, pero el castro se revitaliza con pujanza en los siglos IV y V ante la inestabilidad de la tardía romanidad. Ya hemos visto por las fuentes el papel protagonista que tiene en época visigoda, aunque los restos arqueológicos de este momento no son muy numerosos, y durante la primera repoblación castellana, aquí sí con numerosas estructuras reconocidas, como las ruinas del poblado, aún visibles, una de las necrópolis de las tres que sabemos por Moro que se reparten por el castro, o las defensas del castillo. Las dataciones por radiocarbono confirman también que la aldea castral no desaparece hasta mediados del siglo XIV, y el castillo aún perdurará más tiempo.